# Tore Almgren
Tore Oskar Almgren, född 7 maj 1935 i Sankt Görans församling i Stockholm, död 4 januari 2023, var en svensk pianist, pianopedagog och dirigent.
Almgren vann inträde vid KMH som 15-åring i Solistklassen piano. Elev till Judith de Frumerie och Olof Wibergh och Sven Brandel. Pedagogexamen 1957. Vidare studier för professor Guido Agosti i Rom. Debuterade som konsertpianist på Stockholms konserthus (Lilla salen) 15 november 1960. Dirigerings- och partiturstudier för professor Tor Mann 1960–1963.
Han innehade flygcertifikat A 6661 (1962).

## Musiktryck
- 1965 – Elva pianostycken för mellanstadiet. Stockholm: Lundquist musikförlag
- 1965 – Spela piano. Stockholm: Lundquist musikförlag